# Liste der Wappen in der Provinz Cuneo Orte Mo bis Z
Die Liste der Wappen in der Provinz Cuneo Mo bis Z beinhaltet alle in der Wikipedia gelisteten Wappen der Orte mit dem Anfangsbuchstaben Mo bis Z in der Provinz Cuneo in der Region Piemont in Italien. In dieser Liste werden die Wappen mit dem Gemeindelink angezeigt.

## Wappen der Provinz Cuneo

Provinz Cuneo
Lage von Cuneo

## Wappen der Gemeinden der Provinz Cuneo Orte A – Me
- Liste der Wappen in der Provinz Cuneo Orte A bis Me

## Wappen der Gemeinden der Provinz Cuneo Orte Mo – Z

Moiola
Mombarcaro
Mombasiglio
Monastero di Vasco
Monasterolo Casotto
Monasterolo di Savigliano
Monchiero
Mondovì
Monesiglio
Monforte d’Alba
Montaldo di Mondovì
Montaldo Roero
Montanera
Montelupo Albese
Montemale di Cuneo
Monterosso Grana
Monteu Roero
Montezemolo
Monticello d’Alba
Montà
Moretta
Morozzo
Murazzano
Murello
Narzole
Neive
Neviglie
Niella Belbo
Niella Tanaro
Novello
Nucetto
Oncino
Ormea
Ostana
Paesana
Pagno
Pamparato
Paroldo
Perletto
Perlo
Peveragno
Pezzolo Valle Uzzone
Pianfei
Piasco
Pietraporzio
Piobesi d’Alba
Piozzo
Pocapaglia
Polonghera
Pontechianale
Pradleves
Prazzo
Priero
Priocca
Priola
Prunetto
Racconigi
Revello
Rifreddo
Rittana
Roaschia
Roascio
Robilante
Roburent
Rocca Cigliè
Rocca de’ Baldi
Roccabruna
Roccaforte Mondovì
Roccasparvera
Roccavione
Rocchetta Belbo
Roddi
Roddino
Rodello
Rossana
Ruffia
Sale delle Langhe
Sale San Giovanni
Saliceto
Salmour
Saluzzo
Sambuco
Sampeyre
San Benedetto Belbo
San Damiano Macra
San Michele Mondovì
Sanfront
Sanfrè
Sant’Albano Stura
Santa Vittoria d’Alba
Santo Stefano Belbo
Santo Stefano Roero
Savigliano
Scagnello
Scarnafigi
Serralunga d’Alba
Serravalle Langhe
Sinio
Somano
Sommariva del Bosco
Sommariva Perno
Stroppo
Tarantasca
Torre Bormida
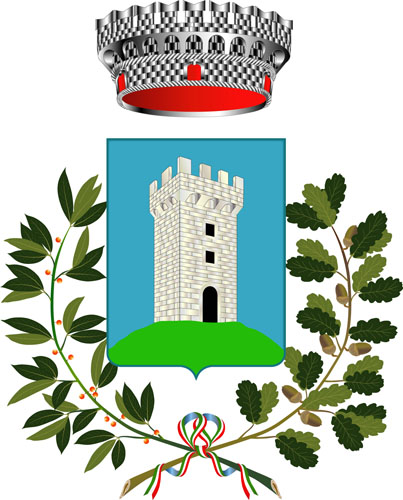
Torre Mondovì
Torre San Giorgio
Torresina
Treiso
Trezzo Tinella
Trinità
Valdieri
Valgrana
Valloriate
Venasca
Verduno
Vernante
Verzuolo
Vezza d’Alba
Vicoforte
Vignolo
Villafalletto
Villanova Mondovì
Villanova Solaro
Villar San Costanzo
Vinadio
Viola
Vottignasco